# HD 74475
HD 74475，又名CD-35 4976，SAO 199535、HR 3463，是一颗恒星，视星等为6.42，位于銀經257.1，銀緯3.97，其B1900.0坐标为赤經8h 39m 3.1s，赤緯-35° 3.97′ 2″。